# Giovanni Battista Vivaldi
Giovanni Battista Vivaldi fue un violinista y compositor italiano (Brescia, Italia, 1655- Venecia, 1736). Fue el padre del compositor Antonio Vivaldi.

## Biografía
Tras la muerte de su padre, sastre de Brescia, Giovanni Battista Vivaldi se trasladó con su madre a Venecia en 1666, donde ejerció como barbero.
En 1676 se casó con Camilla Calicchio con quien tuvo nueve hijos, el primogénito de los cuales fue Antonio Vivaldi. Paralelamente a su oficio de barbero, inició su carrera de violinista. Así, el 23 de marzo de 1685 fue contratado en la Basílica de San Marcos con el apellido Rossi y ese mismo año se convirtió en uno de los miembros fundadores del «Sovvegno dei musicisti».
Fue un músico muy respetado, hasta el punto de que su nombre apareció durante varios años en una Guida dei Forestieri en Venezia (guía de Venecia para extranjeros) de Vincenzo Coronelli.
El 30 de septiembre de 1729 se le autorizó dejar el cargo de violinista durante más de un año para acompañar a su hijo Antonio a Alemania.
A lo largo de su vida, Giovanni Battista trabajó estrechamente con su hijo; de hecho, estuvo entre sus principales copistas entre mediados de la década de 1710 y mediados de la de 1730. Probablemente también fue compositor, ya que entre 1688 y 1689 un tal Giovanni Battista Rossi estuvo activo en los teatros venecianos. Por tanto, pudo ser el autor de la obra La fedeltà sfortunata.